# 富山市立速星中学校
富山市立速星中学校（とやましりつ はやほしちゅうがっこう）は、富山県富山市にある市立中学校。

## 校訓
- 『志は高く正大であれ』
- 『心は清く明朗であれ』
- 『友情は深く誠実であれ』。

## 沿革
個別に出典が提示されていない箇所の出典→
- 1947年4月 - 婦中町、朝日村、熊野村の1町2ヶ村学校組合立速星中学校設置認可し、同月に第1回入学式。同年4月23日に開校式[2]。
- 1948年3月 - 校舎第1期工事竣工。
- 1949年5月 - 校舎第2期工事竣工。
- 1951年
  - 4月 - 体育館（211坪）竣工。
  - 11月 - 校歌・校旗制定。
- 1953年5月 - 理科室（112坪）竣工。
- 1954年11月 - 普通教室2棟増築。
- 1955年1月 - 婦中町立速星中学校となる。同時に通学区域に旧宮川村が追加される[2]。
- 1956年12月 - 普通教室・特別教室253坪増築。柔道道場、ブラスバンドを設置。
- 1958年
  - 3月 - 放送設備竣工。
  - 9月 - 平和像「マヌケシ・ピッツ」を中庭に建設。
- 1959年12月 - 普通教室（112坪）増築。
- 1961年9月 - 給食室竣工。
- 1962年9月 - 創立15周年記念日本庭園竣工。
- 1976年11月 - 校舎改築工事完成[3]。

## 学区
- 富山市立速星小学校、富山市立鵜坂小学校、富山市立朝日小学校、富山市立宮野小学校

## 主な行事
- 4月-入学式
- 5月-修学旅行
- 8月-吹奏楽部定期演奏会
- 9月-体育大会
- 3月-卒業式、修了式

## 部活動

### 文化部
- コンピュータ部
- 吹奏楽部
- 家庭科部
- 英会話部
- 美術部
- 科学部
- 文芸部
- 書道部
- 茶道部
- 合唱部
- 演劇部

### 運動部
- 男子野球部
- 男子サッカー部
- 女子バレーボール部
- バスケットボール部
- 卓球部
- テニス部
- バドミントン部
- 女子ソフトボール部
- 剣道部
- 水泳部
- 陸上部
- 柔道部
- フェンシング部

### 特設部
- 駅伝部
- スキー部

## 著名な出身者
- 金山明博（アニメーター）
- 吉野美奈子（モニュメントアーティスト・彫刻家・画家）